# Valtournenche
Valtournenche är en ort och kommun i regionen Aostadalen i nordvästra Italien. Kommunen hade 2 294 invånare (2017) och har italienska och franska som officiella språk.
Orten är uppkallad efter, och täcker större delen av, Valtournenche, en dal på vänster sida av Dora Baltea, från Châtillon till Matterhorn. Valtournenche ligger nära Cervinia och på vintern är de två städerna också förbundna med skidbackarna. De är en del av samma skidsystem som Zermatt i Schweiz.